# ジャスティス・リーグ (アニメ)
『ジャスティス・リーグ』(英: Justice League)は、DCコミックスの刊行するアメリカン・コミックスを原作とするテレビアニメーションのタイトル、及び作品中に登場する架空のスーパーヒーローチームの名称。同一の世界観のクロスオーバー作品群として扱う「DCアニメイテッド・ユニバース」でもある。
メンバーは7人で構成されており、スーパーマン、バットマン、ワンダーウーマン、フラッシュ、グリーンランタン、ジョン・ジョーンズ、ホークガールとなっている。
登場人物は大きく分けるとヒーロー、ヴィラン、その他、となる。以下、ジャスティス・リーグ、その他のヒーローや関係者等、ヴィラン（悪役）の3つに大きく区分し、リーグ以外は五十音順に記載する。

## 概要
2001年11月にアメリカで放送開始。日本では2002年7月26日(第1話から第3話までは同年6月30日に先行放送)にカートゥーン ネットワークで放送開始、シーズン2まで放送された。アメリカでは、2004年のシーズン3以降は『ジャスティス・リーグ・アンリミテッド』と題し、2006年まで製作された。製作はワーナー・ブラザース・アニメーション。『ジャスティス・リーグ』を原作とするアニメとしては、1970年代にハンナ・バーベラ・プロダクションが『Super Friends』のタイトルでアニメ化して以来の作品となる。ワーナー・ブラザース・アニメーションは、90年代のアニメ『バットマン』以降、DCコミックスのヒーローアニメを製作しており、本作もその一環で、テレビアニメ『スーパーマン』の後番組であり、テレビアニメ『バットマン』の続編も兼ねている。
『ジャスティス・リーグ・アンリミテッド』の時期はバックボーンとして、政府の極秘計画プロジェクト・カドモスとの戦いが描かれた。また、2000年から2004年に製作されたアニメ『Static Shock』とのクロスオーバーも行われている。
日本語版（シーズン2まで）では、エピソードは前後編が原則となっており、重要なエピソードは3話完結となっている。1話完結となっているのは第49話「英雄たちのクリスマス」のみ。また、7人のメンバーが一堂に会するエピソードが少ないのも特徴で、シーズン1では7人全員が登場するのは実質的に第1エピソードのみである。
物語の舞台は広い。スーパーマンを擁している関係で、前作から引き続き他の恒星系が登場するのはもちろん、他の次元、過去へのタイム・トラベル、未来へのタイム・スリップなど、SFに相応しい世界が広がっている。また、地球上でも、深海や秘境などで冒険が繰り広げられる。

## 本作に至るまで
話は1989年に遡る。この年、マイケル・キートン主演・ティム・バートン監督の映画『バットマン』が公開された。この作品は大ヒットとなりシリーズ化されたが、その余波はテレビアニメ化を促した。フォックス・ネットワークで放送されたアニメ『バットマン』（1992年-1999年）は成功し、シーズンを重ねた。ワーナーの系列局で『スーパーマン』("Superman: the Animated Series"1996年-2000年)も放送され、『バットマン』もそちらに移動、並行して2本が1時間枠で放送されることとなった("The New Batman/Superman Adventures")。
当初は別の物語であった両作品だが、『スーパーマン』第29話-第31話「頂上対決」において両者の融合が行われる。「ブルース・ウェイン（バットマン）がメトロポリスのレックス・ルーサーを訪れ、クリプトナイトを入手したジョーカーがレックスに「スーパーマン暗殺」を持ちかける。悪の2大巨頭に対し、スーパーマンとバットマンが手を組む」という展開で、ロイス・レーンにバットマンの正体がバレる一幕もあった。
以後、両作品は世界観を共有し「バットマン不在のゴッサム・シティにスーパーマンが乗り込む」という話も存在する。また、『スーパーマン』ではフラッシュ、グリーンランタン（カール・レイナー）、アクアマンらゲストヒーローも登場した。
そして、『スーパーマン』は本作『ジャスティス・リーグ』へ、『バットマン』は『バットマン・ザ・フューチャー』へと移り変わった。本作は、以上の経緯から前作の設定を受け継いでおり、そのため「本作には初登場でも、前作に登場していた」という場合、最小限の説明も行われないことが多い。

## ストーリー
スーパーマンとダークサイドとの戦いから2年後、地球に火星からエイリアンインペリアルが侵略して来る。地球を護るべく7人のスーパーヒーローが集結した。

## ジャスティス・リーグ
地球を守る7人のヒーロー、ヒロインたち。
スーパーマン
声 - 花田光/英 - ジョージ・ニューバーン
本名：カル＝エル、地球名：クラーク・ケント
前作の主人公。惑星クリプトンの生き残り。思慮深く、温厚的な性格でジャスティス・リーグのリーダー的存在。バットマンとは、それぞれの目指す正義の違いから、意見が食い違う事もある。
主なスーパーパワーは、飛行能力、怪力、打たれ強さ、超スピード、透視能力、ヒートビジョン（目から放つ熱線）。ヒーローの中では最強であるが、クリプトナイトに弱い、という弱点を持っている。異星人メンバーの中で、唯一の地球育ち。
前作から登場するためか、基礎的な説明は省かれており、クラーク・ケントとしての出番はシーズン2になってからである。家族や同僚も同様。
バットマン
声 - 玄田哲章/英 - ケヴィン・コンロイ
本名：ブルース・ウェイン
『バットマン』から引き続き登場。チームの中心人物。懐疑的な視点を持っている。
抜群の知力・厳しい鍛錬で身につけた体術、そして、様々な道具でピンチを切り抜ける闇の騎士。ジャスティス・リーグ唯一の普通の人間で、本人もそれを気にしているが、他メンバーとも全く引けを取らない活躍を見せる。「ウェイン・エンタープライズ」の筆頭株主という表の顔を利用し活動する事も多く、チームの基地である人工衛星ウォッチタワーといったジャスティス・リーグ用の設備、移動用の宇宙船ジャベリン(Javelin-7)などを作らせている。
以上の通りスーパーパワーは持っていないが、身体能力・知力・財力を持ち合わせ、常備しているアイテムも充実している。
スーパーマンとは腹を割って話せる親友で、彼がダークサイドへの私怨から惑星アポコリプスの救援を拒んだ際、「女々しい」と一蹴している。
ワンダーウーマンに惹かれているらしく、彼女がミサイルと瓦礫の下敷きになった際は、周囲が沈痛な面持ちで見守る中、素手で瓦礫を掘っていた。また、質問攻めにあっていたワンダーウーマンをブルース・ウェインとして素顔の状態でダンスに誘い救っている。
スーパーマン同様、前作から登場するためか、基礎的な説明は省かれており、ブルース・ウェインとしての出番はシーズン2になってからである。執事のアルフレッドも同様。
ワンダーウーマン
声 - 安達まり/英 - スーザン・アイゼンバーグ
本名：ダイアナ
本作第1エピソードで初登場。伝説のアマゾネス族セミッシラの姫として誕生するが、同時にギリシア神話の女神ヒッポリタの娘でもある。飛行能力、肉体的強靭さなどを持っている。銃弾をはじき返す黄金の腕輪と、意のままに相手をからみ取る黄金の投げ縄を持つ。プライドが高いので、尊敬に値しない男たちには厳しい。
外見は20代程度だが、古代ギリシア時代やローマ時代には既に物心がついている年齢（前者は第10話「失われた楽園 PART 1」、後者は第20話・第21話「影の騎士」）。
地球出身のメンバーの内、ただ一人の生まれついてのスーパーパワーの持ち主。信仰心が篤く、力を振り絞る際は「ヘラよ、我に力を！」と唱える。異星人のホークガールからは、それを冷やかす発言もあった。
あまり私生活が描かれず、シーズン1では任務以外の場面はほとんどなかった。シーズン2では私生活を楽しむ、と宣言したが、盛装しても参加者に一目で正体を見破られていた。
フラッシュ
声 - 千葉進歩/英 - マイケル・ローゼンバウム
本名：ウォーリー・ウェスト
超人的なスピードで活動することができるスピードスター。バットマン以外で唯一飛べないメンバー。前作『スーパーマン』でのゲスト出演を経て、本作第1エピソードから登場。
ジャスティス・リーグの中では最年少。その若さゆえか生意気な言動が目立つが、ワンダーウーマンのいうことには聞き分けがよい。超スピードで動くためエネルギーの消費が激しく、大食漢でもある。
お調子者で、軽い発言も多いが、正義に掛ける熱意は本物で、パラレルワールドのジャスティス・ローズとの戦いでは毅然とした態度で対峙した。また子供に優しく、クリスマスプレゼントのために品薄の人形を求め、発売元の日本のメーカーまで太平洋を走って横断したこともある。
「Lightspeed Energy Bar」という健康食品の広告塔をしており、その収益で製作したバンタイプの「フラッシュモービル」を所有している。
グリーンランタン
声 - 楠大典/英 - フィル・ラマール
本名：ジョン・スチュワート
銀河系の治安を維持するグリーンランタン隊のメンバー。緑のエネルギービームを放つパワーリングを使う。
パワーリングは、24時間に一度「ランタン型のパワーバッテリー」でエネルギーを充填する必要があるが、指輪の所持者の想像力が及ぶ限りのあらゆるものをエネルギービームで形作れ、エネルギー光線として用いたり、バリアーを張ることもできる。ただし黄色いものと木製のものには効果を及ぼさない。彼のスーパーパワーはこのパワーリングによるものなので、リングを失ったりエネルギー充填を欠かせば、バットマン同様普通の人間になる。ただしアメリカ海兵隊出身なので、常人より戦闘力は高い。
ただ一人のアフリカ系アメリカ人メンバー。元アメリカ海兵隊員でエリート意識があるため、他のメンバーとの間に溝を作ることがしばしばある。ホークガールともいさかいを起こす事があったが、後に彼女とはお互いに信頼以上の感情を抱くようになる。
前作『スーパーマン』で登場した形だが、その時はカイル・レイナー（5代目）であった（ジョンは3代目に当たる）。第1エピソードより登場し、既知の存在として仲間入りしている。
正体を隠す気がないらしく、人前でも平気でリングのパワーの使用や変身をしており、変身後も素顔を隠していない。
ジョン・ジョーンズ
声 - 佐々木誠二/英 - カール・ランブリー
緑色の肌を持つヒューマノイドで、火星の古代種族の生き残り。自在に姿かたちを変え物質をすり抜けることができ、テレパシー能力を持っている。自分たちの星を滅ぼしたエイリアンの侵略を知らせるためにやってきた。チームとは一線を画している。
コミック版では「マーシャン・マンハンター」の通称を持つが、アニメ版では一切使われず、本名で呼ばれている。
本作第1エピソードで初登場。火星から警告に来たが、一足おそく、異星からの侵略者の手に落ちていた。
特定の人間体は持っていないようだが、人ごみに紛れる際には地球人に変身する。
ホークガール
声 - 五十嵐麗/英 - マリア・キャナル・バレーラ
本名：シャイアラ・ホル
原作コミックではホークマン(Hawkman)のサイドキック。惑星サナガーからの潜入捜査官として活躍していた。飛行能力や戦闘能力、鳥と話す能力を持っており、絶大な威力を持つ電磁メイスを武器に戦う。
ジャスティス・リーグにおいては捜査官らしく持ち前の観察力と、愉快で気取らない性格において人気者となるが、時には好戦的になる。やがてグリーンランタンと相思相愛の関係になっていく。
翼を持った唯一のメンバー。第1エピソードで初登場。

### 出会い
発端となる第1話~第3話「ジャスティス リーグ誕生」において、ジョン・ジョーンズがテレパシーで招集した（バットマン以外。バットマンは別件を捜査中、スーパーマンと合流）。
ジョンとワンダーウーマンは初登場で、それぞれの口から自分の出身地などが語られている。ホークガールも初登場だが、その過去等は語られずに参入している。
このエピソードの開幕では、「地球の安全はスーパーマンに任せる」とし、各国の軍備縮小が進んでいた。そのため、異星人の侵略に対し、地球人は効果的な反撃を加えられなかった。7人のヒーローが集い、「一人では地球の平和は守れない」との認識からチームを結成した。

### プライバシー(正体の秘匿)
第51話「決別の時 PART 2」で、ホークガール以外の6人は、一般人に紛れるためコスチュームを脱ぐ必要に迫られる。フラッシュが異議を唱えたが、バットマンによって正体を明かされる（自身とスーパーマンの本名も明かす）。
この時、「以前から、チームにも素性を隠していた」のは、スーパーマン、バットマン、フラッシュ（とホークガール）だったことが判明する。
なお、バットマンのコスチュームだが、『スーパーマン』の第29話-第31話「頂上対決」では、マントとマスクが一体であり、そのため、マントがローラーに巻き込まれた時は、マスクも一緒に取れて素顔を露にした。本作では、マントとマスクが別パーツになっているらしく、第17話「憎しみ PART 2」で意識を失い、ウォッチタワーのベッドでジョンの治療を受けているシーンでは、「上半身は裸だが、マスクは着用している」という状態だった。
ブルース・ウェインとしての登場は、第33話・第34話「孤独の姫君」が初めてだが、ダイアナ（ワンダーウーマン）には見抜かれていた。クラーク・ケントとしての初登場は、第31話・第32話「悪夢」。

## その他のヒーローや関係者等
ジャスティスギルドと第二次世界大戦のキャラクターは、そちらの節を参照。
アクアマン
声 - 廣田行生/英 - スコット・ルーメル
アトランティスの王。ジャスティス・リーグには加わっていないものの、第6話・第7話「水面下の敵」、第41話・第42話「異世界からの驚異」ではリーグと共闘した。
第45話「消えた英雄 PART 1」ではスーパーマンの欠員として、フラッシュがアクアマンの参加を提案している。また、後編の第46話「消えた英雄 PART 2」では、墜落したウォッチタワーの管制室のモニターに、他の正規メンバーと並んで表示されていた。
前作にあたるアニメ『スーパーマン』第50話「海の伝説」の登場時とは、コスチューム、顔、人格等が一変し、別人と化している。また、妻子、弟も登場している。
ウェルズ将軍
声 - 谷昌樹（第1シーズン）/英 - ケビン・マイケル・リチャードソン
黒人の軍人。第1エピソードの他、数回、登場した。
カトゥマ
声 - 斎藤恵理/英 - キム・メイ・ゲスト
グリーンランタン隊のメンバーで、ジョンの教官だった異星人の女性。第35話・第36話「第三の目を持つ男」に登場。
キロウォグ
声 - 真殿光昭/英 - デニス・ヘイスバート
グリーンランタン隊のメンバーで、オークのような容貌の異星人（コルバックス人）。第4話「暗黒の夜  PART 1」で初登場し、複数回登場した。
スナッパー・カール
声：青木誠/英 - ジェイソン・マースデン
度々登場するニュースキャスター。レポーターとして現地に赴く事もある。
ドクター・フェイト
声 - 中村秀利/英 - オデッド・フェール
魔力を操るヒーロー。サナガーの文字を使っている。第41話・第42話「異世界からの驚異」に登場。
ヒッポリタ（ヒュッポリューテ）
声：若泉絵子/英 - スーザン・サリヴァン
ワンダーウーマンの母で、セミッシラの女王。ギリシア神話の女神。第1エピソード他、第10話・第11話「失われた楽園」、第16話・第17話「憎しみ」に登場。
メタモーフォー
声 - 坪井智浩/英 - トム・サイズモア
本名、レックス・メイソン。
体の分子を自在に変える能力を持つ。グリーンランタンとはアメリカ海兵隊時代からの旧友。
就職したスタッグ社の社長令嬢サファイア（声 - 松井菜桜子/英 - ダニカ・マッケラー）と恋仲になったが、社長のスタッグ（声 - 丸山詠二/英 - アール・ボーエン）に嫉妬され、新プロジェクトの実験台にされてしまう。第22話・第23話「メタモーフォー」に登場。

### バットマンの関係者
世界観を同じくするテレビアニメ『バットマン』の設定も引き継いでいる。
ジェイソン・ブラッド
声 - 加藤亮夫/英 - マイケル・T・ウェイス
悪魔エトリガンをその身に宿し不老不死となった男。かつてモーガンを愛していたが、騙されて殺されたため、今は憎んでいる。
バットマンとは旧知だが、エトリガンである事実は知らなかった。第20話・第21話「影の騎士」に登場。
アルフレッド・ペニーワース
声 - 北村弘一/英 - エフレム・ジンバリスト・Jr.
ウェイン家の執事。シーズン2の第45話「消えた英雄 PART 1」で初登場。第51話「決別の時 PART 2」で、ジャスティス・リーグのメンバーと初顔合わせする。

### スーパーマンの関係者
世界観を同じくするテレビアニメ『スーパーマン』の設定も引き継いでいる。
ケント夫妻（ジョナサン・ケント、マーサ・ケント）
声 - 佐々木誠二、小出えつこ/英 - マイク・ファーレル、シェリー・フェブレー
クラークの養父母。第49話「英雄たちのクリスマス」に登場。第45話「消えた英雄 PART 1」では、スーパーマンの葬式に参列している（この時はラナ・ラングとカーラ（スーパーガール）も参列）。
オリオン
声 - 木村雅史/英 - ロン・パールマン
ニュー・ジェネシスの一員。ダークサイド（スーパーマンの宿敵）と敵対しているが、彼の実の息子である。協定により、ハイファーザーの養子となった。
前作『スーパーマン』から登場している。第27話・第28話「正義の夜明け」に登場。
ハイファーザー
声 - 岩田安生/英 - マイケル・ライアン
ニュー・ジェネシスの指導者で、神に例えられる存在。前作『スーパーマン』から登場している。第27話・第28話「正義の夜明け」に登場。
マーシー・グレイブス
声 - 荒井静香/英 - リサ・エデルシュタイン
元はレックス・ルーサーのボディガードで、運転手も兼務していた。レックス離反後のレックスコープの経営を引き継いでいる。前作にあたる『スーパーマン』登場時と服装も異なり、髪を伸ばしている。
レックスを快く思っていなかったが、脅されたために協力した。しかし、最終的には見放している。第29話・第30話「コピー」に登場。
ロイス・レーン
声 - 佐藤ゆうこ/英 - ダナ・デラニー
第45話で、スーパーマンの葬儀に参列。その他、「より良き世界」（第37話・第38話）、及びクラークの悪夢の中で登場（第32話「悪夢 PART 2」）。
ロボ (Lobo)
声 - 手塚秀彰/英 - ブラッド・ギャレット
異星人の賞金稼ぎで、不死身のアウトロー。アメリカンタイプのバイクを思わせる飛行メカに搭乗している。コミックではヴィランの扱い。
前作に当たるアニメ『スーパーマン』第9話・第10話「宇宙盗賊ロボ」に登場し、そちらでは序盤ヴィランのような働きをし一度はスーパーマンを捕えるが、別の敵の裏切りにあいスーパーマンに救われ、「二度と地球を襲わない」という誓いをたてている。
本作では、スーパーマンの葬式直後にウォッチタワーに駆けつけ、ジャスティス・リーグの押しかけメンバーとなり敵と戦った（第45話）。初戦闘後、復帰したスーパーマンにより加入を拒否され、宇宙へ帰った（第46話）。

## ジャスティスギルド
第18話・第19話「伝説の英雄たち」に登場。異次元（パラレルワールド）のスーパーヒーローチーム。シーボード・シティを守っている。正式名称はジャスティス・ギルド・オブ・アメリカ（JGA）。グリーンランタンが子供の頃に読んだ、古いコミックに登場するヒーローたちに瓜二つである（ジャスティス・ソサエティ・オブ・アメリカ（JSA）をモデルとしている）。主な敵は、イン・ジャスティス・ギルドの4名（ミュージック・マスター、スワニー、ドクター・ブリザード、スポーツマン）。彼らの活躍は、地球（ジャスティス・リーグの存在する）の漫画家の脳裏に届いており、そうとは知らず、オリジナルのつもりで漫画家（出版社）は作品を出版していた、と言う設定。
ストリーク
声/ - 英 - デヴィッド・ノートン
フラッシュと同程度の能力を持つ。コスチュームのカラーも赤い。ギルドのリーダー。モデルはフラッシュ。
トム・ターバイン
声/英 - テッド・マッギンレー
科学者。ベルトを操作して怪力を得る。異次元への移動法を研究していた。
グリーン・ガーズマン
声/英 - ウィリアム・カット
本名、スコット・メイソン。グリーンランタンに似たパワー（リング）を有する。パワーはアルミニウムには無効。モデルは初代グリーンランタン。
キャットマン
声/英 - スティーヴン・ルート
「マントのないバットマン」のようなコスチュームを着用。スーパーパワーはないが、バイク（サイドカー）の操縦や体術に長けている。モデルは初代ブラックキャット。
ブラックサイレン
声 - 笹森亜希/英 - ジェニファー・ヘイル
唯一の女性メンバー。特別なパワーはない。家庭的な性格で、リーグを歓待するためにクッキーを焼いた。モデルは初代ブラックキャナリー。
レイ・トンプソン
声 - 杉山紀彰/英 - ニール・パトリック・ハリス
正式ジュニアメンバー。
シーボード・シティの街は、移動販売型のアイスクリーム売りが存在するなど、やや古く、どこか違和感を覚えるが、新聞の日付は、ランタンたちのいたメトロポリスと同じだった。
ランタンに正義というものを紙面を通じて教えた彼らだったが、ランタンの読んだコミックが打ち切りになった40年前に戦死していた。ミュータントによって偽りの生を受けた彼らは、真の敵を倒し、リーグのメンバーに別れを告げる。

## 第二次世界大戦のキャラクター
第24話 - 第26話「歪められた過去」に登場。
イージー部隊
パワーを失い、リーグと逸れたランタンが合流した歩兵部隊。
メンバーは、軍曹、ブルドーザー、アイスクリーム、ワイルドマン。
スティーブ・トレバー
声/英 - パトリック・ダフィ
連合国のスパイ。ドイツで情報収集をしている際、ピンチをワンダーウーマンとジョン・ジョーンズに救われる。
オリジンはワンダーウーマンの協力者で、第二次大戦の人物。当エピソードでもワンダーウーマンとコンビを組み、連合国勝利への活動を行っている。
2000年代でも（高齢ながら）生きており、現代に帰ったワンダーウーマンが、彼のいる施設に面会に訪れた。
ブラック・ホークス
国際飛行部隊。4名のパイロット（と機体）で構成されている。本拠はブラックホーク島。
メンバーと出身国は、アンドレ（フランス）、ヘドリクソン（オランダ）、オラフ（ノルウェー）、ブラックホーク（ポーランド）。全員が、（この時点で）枢軸国に占領された国の出身である。
なお、ヴァンダル・サベッジのいう「ユーバーメンシュ」は、『ヤングオールスターズ』に登場するヴィランで、ナチスドイツ側のヒーローである。

## ヴィラン（悪役）
ヴィランのチームも参照。
アリシア
声 - 杉本ゆう/英 - ジュリー・ボーウェン
ワンダーウーマンの幼馴染み。元はセミッシラの外の人間で、テロリストの襲撃で親を失いセミッシラまで漂流してきた。自身の境遇を生んだ原因として、男という存在そのものを憎んでいる。第16話・第17話「憎しみ」に登場。
ヴァンダル・サベッジ
声 - 秋元羊介（シーズン1）→沢木郁也（シーズン2）/英 - フィル・モリス
時を越えて第二次世界大戦に介入し、歴史の改変を企む謎の男（第24話〜第26話）。2万5千年（原作では5万年前で、グリーンランタンの敵）に落ちた隕石からのパワーを受け不老不死となった（第33話・第34話）。
スーパーマンの死後、重力コントロール装置を使い、世界征服に乗り出した。リーグを全滅させたものの、太陽系の重力バランスを狂わせてしまい、地球の環境が激変、人類は滅亡した。その後、不死身の彼は一人で何千年も生き続けた（第45話・第46話）。
ウルトラ・ヒューマナイト
声 - 北川勝博/英 - イアン・ブキャナン
自らの頭脳を白いゴリラに移植した科学者。レックスの隣の独房に収監されていた。オペラなどを愛好する。第8話・第9話「正義を脅かす陰謀」、第49話「英雄たちのクリスマス」に登場。
クレイフェイス
声 - 上田陽司/英 - ロン・パールマン
ドラム缶状の容器に密封され、保管されていた。大富豪がその状態でコレクションしていたが、グロッド率いるシークレット・ソサエティに救出され、メンバーになった。第44話「シークレット・ソサエティ PART 2」に登場。
オリジンは語られていないため、（原作での）何代目に当たるかは不明。
グロッド
声 - 木村雅史/ 英 - パワーズ・ブース
アフリカにあるゴリラシティに住む、ゴリラの科学者。第14話・第15話「知られざる街の危機」、第43話・第44話「シークレット・ソサエティ」に登場。
なお、ゴリラシティに住むゴリラたちは、人間（地球人）程度の知能・感情を有している。
ジョーカー
声 - 青野武/英 - マーク・ハミル
バットマンの宿敵。完全な異常者で殺人道化師。第8話・第9話「正義を脅かす陰謀」、第47話・第48話「ワイルド・カード」に登場。
ソロモン・グランディ
声 - 上田陽司、隈本吉成（16話のみ）/英 - マーク・ハミル→ブルース・ティム
その名を19世紀の子守唄に因む怪人。怪力の持ち主であるが知能は低い。第8話・第9話「正義を脅かす陰謀」、第16話・第17話「憎しみ」、第31話「悪夢 PART 1」に登場。
第41話・第42話「異世界からの驚異」ではリーグと共闘した。
ダークサイド
声 - 野中秀哲/英 - マイケル・アイアンサイド
スーパーマンの宿敵。惑星アポコリプスの独裁者。ニュー・ジェネシスとも敵対関係にある。第27話・第28話「正義の夜明け」に登場。
前作で何度も地球に魔の手を伸ばしてきた。非常に強力で、スーパーマンと正面から殴りあえる数少ない存在。腕力・耐久力は、基本的にスーパーマンを上回っている。目からは「オメガビーム」を放出でき、スーパーマンのヒートビジョンと違い、任意に曲げられる。
前作ではスーパーマンを捕らえて洗脳し、自分を父親だと思い込ませ、地球侵略の尖兵としたこともあった。そのため、本作でリーグに助力を申し出た際、スーパーマンに冷淡な対応をされている。
ドクター・ディスティニー
本名：ジョン・ディー。元は普通の人間だったが、服役中に超能力開発マシンの披見体となり、独断でマシンのパワーを増幅させたため、悪夢を操る能力を得た。
再婚した元妻に悪夢を見せて殺害、ターゲットをリーグに移す。スーパーマン、グリーンランタン、フラッシュ、ホークガールを悪夢に落とし込むが、ジョン・ジョーンズにより次々に奪回された（ワンダーウーマンは未登場）。同時進行でバットマンが本体に近づいたため、最終的には薬物投与までして能力増強を図ったが敗れ、正気を失い病院に収容された。第31話・第32話「悪夢」に登場。
バトルワールド（惑星）の関係者
第12話・第13話「戦闘の星」に登場。
ドレーガ
声 - 立木文彦/英 - ウィリアム・スミス
バトルワールドのチャンピオン。
モングル
声 - 中多和宏/英 - エリック・ロバーツ
バトルワールドの支配者。

ブレイニアック
声 - 稲田徹/英 - コーリー・バートン
スーパーマンの宿敵。精神のみで生き延びたクリプトン人。機械の身体を持ち、コンピュータを支配できる。
星々をさすらう度に知識を吸収し、それらの星を滅ぼしてきた。本作では惑星アポコリプスを襲った。第27話・第28話「正義の夜明け」に登場。
マンハンター
ガーディアンズ（グリーンランタン隊の後見人たち）が製作したロボット。身長は2メートル程度。部隊を組んで治安維持に従事する。
ランタン隊の権威を失墜させ、同時に自らが権力を得るため、ジョン・スチュワートを罠にかけた。第4話・第5話「暗黒の夜」に登場。
モーガン・ル・フェイ
声 - 山口眞弓/英 - オリヴィア・ダボ
アーサー王の時代から生きている魔女。息子モードレットを王にするため、マーリンが隠した賢者の石を狙う。第20話・第21話「影の騎士」に登場。
レックス・ルーサー
声 - 乃村健次/英 - クランシー・ブラウン
スーパーマンの宿敵。メトロポリスの企業家。
本作では「正義を脅かす陰謀」（第8話・第9話）より登場。スーパーマンの弱点であるクリプトナイトを長らく所持していたため、自身もクリプトナイトに身体を蝕まれている、という状態が語られた。治療法はない、と医師に断言されたが、ウルトラ・ヒューマナイトにより対処法を与えられる。以後、本作では緑色の強化服に身を包んだ姿が定番となる（獄中は除く）。
第29話・第30話「コピー」、第38話「より良き世界 PART 2」、第45話「消えた英雄 PART 1」にも登場。

## ヴィランのチーム
ジャスティス・リーグ打倒や、その他の目的のために、チームが結成されたことがある。以下、登場順に記載する。
インジャスティス・ギャング
第8話・第9話「正義を脅かす陰謀」でのインジャスティス・ギャング
レックス・ルーサーの指揮で、リーグに対抗して組織された。言わば「悪のジャスティス・リーグ」。第1次メンバーは、以下の通り。後にジョーカーが押しかけてメンバーとなる。
| - レックス・ルーサー - コッパーヘッド - 初陣でリーグに捕まる - チーター - 裏切り者として処罰される - ソロモン・グランディ | - シェイド - サファイア - ウルトラ・ヒューマナイト |

第16話・第17話「憎しみ」でのインジャスティス・ギャング
アリシアが、全世界の男性を抹殺するために組織した。そのため、男性メンバーは使い捨て（初登場のスクリューと、サファイアは女性）。第8話・第9話のチームとチーム名が同じでメンバーも重複するが、関連性は不明。メンバーは、以下の通り。
| - アリシア - ソロモン・グランディ - コッパーヘッド | - シェイド - サファイア - スクリュー |

脱走犯による急造チーム
第31話・第32話「悪夢」に脱走犯による急造チームが2つ登場。1つはボルカーナとファイアーフライ、もう1つはコッパーヘッド、ソロモン・グランディ、ドュミナス。
ジャスティス・ローズ
パラレルワールドのジャスティス・リーグと言える存在。第37話・第38話「より良き世界」に登場。コスチュームや髪型が異なる。フラッシュが戦死したことがきっかけで、世界の支配という手段をとった（スーパーマンはルーサーを手にかけている）。ジャスティスリーグの世界を発見し、こちらも支配しようとした。しかし、最後の最後でバットマンが離反する。
ルーサーを抹殺して以来、殺人を厭わなくなっており、ジャスティスリーグとの最終決戦の際も命を狙ってきている（リングのパワーを刃物状に展開して切りかかってきたグリーンランタンに顕著）。
シークレット・ソサエティ
グロッドの指揮で、リーグに対抗して組織された。第43話・第44話「シークレット・ソサエティ」に登場。メンバーは、以下の通り。
| - グロッド - シェイド - ジャイガンタ - シネストロ | - パラサイト - キラーフロスト - クレイフェイス - 途中で救出され仲間に加わる |

組織名不明
スーパーマンへの復讐のため組織された。第45話・第46話「消えた英雄」に登場。多くのメンバーは世界観を同じくする『スーパーマン』でスーパーマンに倒されたメンバー。初期メンバーは、以下の通り。
| - メタロー - トイマン - ライブワイヤー | - ウェザー・ウィザード - キャリバック |

一度は敗退するが、スーパーマンの葬儀の後に、キャリバックとライブワイヤーが脱獄した囚人を引きつれ、再度、街を襲った。新たに加わったメンバーは、以下の通り。
| - ボルカーナ - コッパーヘッド | - サファイア - デッドショット |

ロイヤルフラッシュ・ギャング
ジョーカーが組織したチーム。第48話・第49話「ワイルド・カード」に登場。寄せ集めではなく、最初からチームとして組織された。元は政府が軍事用に集めた、超能力を持つ少年少女。本作より未来を描いた『バットマン・ザ・フューチャー』にも同名のチームが登場。
| - テン - 怪力の持ち主で耐久力も高い黒人少年 - ジャック - 身体がゴムのように伸びる - クイーン - 念力を持つ少女 | - キング - 炎を操る - エース - テレパシーで人の心を操る少女 |

## 放映リスト
レギュラー初回放送時は第4話から放送しており、リピート放送時には第1話から放送。

### シーズン1
| 話数 | タイトル                       | 原題                           | 脚本                         | 演出                          | 放送日         |
| ---- | ------------------------------ | ------------------------------ | ---------------------------- | ----------------------------- | -------------- |
| 1    | ジャスティス リーグ誕生 PART 1 | Secret Origins, Part 1         | リッチ・フォーゲル           | ブッチ・ルーキッチ ダン・リバ | 2002年6月30日  |
| 2    | ジャスティス リーグ誕生 PART 2 | Secret Origins, Part 2         | リッチ・フォーゲル           | ブッチ・ルーキッチ ダン・リバ | 2002年6月30日  |
| 3    | ジャスティス リーグ誕生 PART 3 | Secret Origins, Part 3         | リッチ・フォーゲル           | ブッチ・ルーキッチ ダン・リバ | 2002年6月30日  |
| 4    | 暗黒の夜 PART 1                | In Blackest Night, Part 1      | スタン・バーコウィッツ       | ブッチ・ルーキッチ            | 2002年7月26日  |
| 5    | 暗黒の夜 PART 2                | In Blackest Night, Part 2      | スタン・バーコウィッツ       | ブッチ・ルーキッチ            | 2002年7月26日  |
| 6    | 水面下の敵 PART 1              | The Enemy Below, Part 1        | ケヴィン・ホップス           | ダン・リバ                    | 2002年8月2日   |
| 7    | 水面下の敵 PART 2              | The Enemy Below, Part 2        | ケヴィン・ホップス           | ダン・リバ                    | 2002年8月2日   |
| 8    | 正義を脅かす陰謀 PART 1        | Injustice for All, Part 1      | スタン・バーコウィッツ       | ブッチ・ルーキッチ            | 2002年8月9日   |
| 9    | 正義を脅かす陰謀 PART 2        | Injustice for All, Part 2      | スタン・バーコウィッツ       | ブッチ・ルーキッチ            | 2002年8月9日   |
| 10   | 失われた楽園 PART 1            | Paradise Lost, Part 1          | ジョゼフ・クアー             | ダン・リバ                    | 2002年8月16日  |
| 11   | 失われた楽園 PART 2            | Paradise Lost, Part 2          | ジョゼフ・クアー             | ダン・リバ                    | 2002年8月16日  |
| 12   | 戦闘の星 PART 1                | War World, Part 1              | スタン・バーコウィッツ       | ブッチ・ルーキッチ            | 2002年8月23日  |
| 13   | 戦闘の星 PART 2                | War World, Part 2              | スタン・バーコウィッツ       | ブッチ・ルーキッチ            | 2002年8月23日  |
| 14   | 知られざる街の危機 PART 1      | The Brave and the Bold, Part 1 | ドウェイン・マクダフィ       | ダン・リバ                    | 2002年10月4日  |
| 15   | 知られざる街の危機 PART 2      | The Brave and the Bold, Part 2 | ドウェイン・マクダフィ       | ダン・リバ                    | 2002年10月4日  |
| 16   | 憎しみ PART 1                  | Fury, Part 1                   | スタン・バーコウィッツ       | ブッチ・ルーキッチ            | 2002年10月11日 |
| 17   | 憎しみ PART 2                  | Fury, Part 2                   | スタン・バーコウィッツ       | ブッチ・ルーキッチ            | 2002年10月11日 |
| 18   | 伝説の英雄たち PART 1          | Legends, Part 1                | アンドリュー・クライズバーグ | ダン・リバ                    | 2002年10月18日 |
| 19   | 伝説の英雄たち PART 2          | Legends, Part 2                | アンドリュー・クライズバーグ | ダン・リバ                    | 2002年10月18日 |
| 20   | 影の騎士 PART 1                | A Knight of Shadows, Part 1    | キース・ダムロン             | ブッチ・ルーキッチ            | 2002年10月25日 |
| 21   | 影の騎士 PART 2                | A Knight of Shadows, Part 2    | キース・ダムロン             | ブッチ・ルーキッチ            | 2002年10月25日 |
| 22   | メタモーフォー PART 1          | Metamorphosis, Part 1          | レン・アーレイ               | ダン・リバ                    | 2002年11月1日  |
| 23   | メタモーフォー PART 2          | Metamorphosis, Part 2          | レン・アーレイ               | ダン・リバ                    | 2002年11月1日  |
| 24   | 歪められた過去 PART 1          | The Savage Time, Part 1        | スタン・バーコウィッツ       | ブッチ・ルーキッチ ダン・リバ | 2002年11月8日  |
| 25   | 歪められた過去 PART 2          | The Savage Time, Part 2        | スタン・バーコウィッツ       | ブッチ・ルーキッチ ダン・リバ | 2002年11月8日  |
| 26   | 歪められた過去 PART 3          | The Savage Time, Part 3        | スタン・バーコウィッツ       | ブッチ・ルーキッチ ダン・リバ | 2002年11月8日  |

### シーズン2
| 話数 | タイトル                        | 原題                       | 脚本                                          | 演出               | 放送日         |
| ---- | ------------------------------- | -------------------------- | --------------------------------------------- | ------------------ | -------------- |
| 27   | 正義の夜明け PART 1             | Twilight, Part 1           | リッチ・フォーゲル ブルース・ティム           | ダン・リバ         | 2003年12月6日  |
| 28   | 正義の夜明け PART 2             | Twilight, Part 2           | リッチ・フォーゲル ブルース・ティム           | ダン・リバ         | 2003年12月7日  |
| 29   | コピー PART 1                   | Tabula Rasa, Part 1        | スタン・バーコウィッツ                        | ダン・リバ         | 2003年12月13日 |
| 30   | コピー PART 2                   | Tabula Rasa, Part 2        | スタン・バーコウィッツ                        | ダン・リバ         | 2003年12月14日 |
| 31   | 悪夢 PART 1                     | Only A Dream, Part 1       | スタン・バーコウィッツ                        | ブッチ・ルーキッチ | 2003年12月20日 |
| 32   | 悪夢 PART 2                     | Only A Dream, Part 2       | スタン・バーコウィッツ                        | ブッチ・ルーキッチ | 2003年12月21日 |
| 33   | 孤独の姫君 PART 1               | Maid of Honor, Part 1      | ドウェイン・マクダフィ                        | ダン・リバ         | 2003年12月27日 |
| 34   | 孤独の姫君 PART 2               | Maid of Honor, Part 2      | ドウェイン・マクダフィ                        | ダン・リバ         | 2003年12月28日 |
| 35   | 第三の目を持つ男 PART 1         | Hearts and Minds, Part 1   | キース・ダムロン                              | ブッチ・ルーキッチ | 2004年1月10日  |
| 36   | 第三の目を持つ男 PART 2         | Hearts and Minds, Part 2   | キース・ダムロン                              | ブッチ・ルーキッチ | 2004年1月11日  |
| 37   | より良き世界 PART 1             | A Better World, Part 1     | スタン・バーコウィッツ                        | ダン・リバ         | 2004年1月17日  |
| 38   | より良き世界 PART 2             | A Better World, Part 2     | スタン・バーコウィッツ                        | ダン・リバ         | 2004年1月18日  |
| 39   | 蛇族の呪い PART 1               | Eclipsed, Part 1           | ジョゼフ・クアー                              | ダン・リバ         | 2004年1月1日   |
| 40   | 蛇族の呪い PART 2               | Eclipsed, Part 2           | ジョゼフ・クアー                              | ダン・リバ         | 2004年1月1日   |
| 41   | 異世界からの驚異 PART 1         | The Terror Beyond, Part 1  | ドウェイン・マクダフィ                        | ブッチ・ルーキッチ | 2004年1月2日   |
| 42   | 異世界からの驚異 PART 2         | The Terror Beyond, Part 2  | ドウェイン・マクダフィ                        | ブッチ・ルーキッチ | 2004年1月2日   |
| 43   | シークレット・ソサエティ PART 1 | The Secret Society, Part 1 | スタン・バーコウィッツ                        | ダン・リバ         | 2004年1月3日   |
| 44   | シークレット・ソサエティ PART 2 | The Secret Society, Part 2 | スタン・バーコウィッツ                        | ダン・リバ         | 2004年1月3日   |
| 45   | 消えた英雄 PART 1               | Hereafter, Part 1          | ドウェイン・マクダフィ                        | ブッチ・ルーキッチ | 2004年1月4日   |
| 46   | 消えた英雄 PART 2               | Hereafter, Part 2          | ドウェイン・マクダフィ                        | ブッチ・ルーキッチ | 2004年1月4日   |
| 47   | ワイルド・カード PART 1         | Wild Cards, Part 1         | スタン・バーコウィッツ ドウェイン・マクダフィ | ブッチ・ルーキッチ | 2004年11月16日 |
| 48   | ワイルド・カード PART 2         | Wild Cards, Part 2         | スタン・バーコウィッツ ドウェイン・マクダフィ | ブッチ・ルーキッチ | 2004年11月17日 |
| 49   | 英雄たちのクリスマス            | Comfort and Joy            | ポール・ディニ                                | ブッチ・ルーキッチ | 2004年11月18日 |
| 50   | 決別の時 PART 1                 | Star-Crossed, Part 1       | リッチ・フォーゲル                            | ブッチ・ルーキッチ | 2004年11月19日 |
| 51   | 決別の時 PART 2                 | Star-Crossed, Part 2       | リッチ・フォーゲル                            | ダン・リバ         | 2004年11月20日 |
| 52   | 決別の時 PART 3                 | Star-Crossed, Part 3       | リッチ・フォーゲル ドウェイン・マクダフィ     | ブッチ・ルーキッチ | 2004年11月21日 |

## スタッフ
- プロデューサー - ブルース・ティム、ジェイムズ・タッカー、リッチ・フォーゲル、グレン・ムラカミ（シーズン2まで）、ドウェイン・マクダフィ（アンリミテッドより）
- 脚本監修 - リッチ・フォーゲル（シーズン2まで）スタン・バーコウィッツ（アンリミテッド：シーズン2まで）ドウェイン・マクダフィ（アンリミテッドより）、マット・ウェイン（アンリミテッド：シーズン3）、メインタイトルデザイン、ブルース・ティム（シーズン2まで）

### 日本語版制作スタッフ
- 翻訳 - ジョーゲンセン由美子
- 録音/調整 - 田場公
- 制作担当 - 小野寺徹、高橋澄、丸山晋
- 演出 - 加藤敏
- プロデューサー 伊藤文子
- 日本語版制作 - カートゥーン ネットワーク、東北新社

## 映像ソフト
ジャスティス リーグ/ジャスティス リーグ誕生！
品番：1000575936、JAN 4548967204537

ジャスティス リーグ/失われた楽園
品番：1000575937、JAN 4548967204544

ジャスティス リーグ/ジャスティス・オン・トライアル
品番：1000575938、JAN 4548967204551

ジャスティス リーグ/知られざる街の危機
品番：1000575939、JAN 4548967204568